# 毛柄肥肉草
毛柄肥肉草（学名：Fordiophyton fordii var. pilosum）为野牡丹科异药花属下的一个变种。

## 扩展阅读
- 維基物種上的相關：毛柄肥肉草